# Мармаджи, Франческо
Франческо Мармаджи (итал. Francesco Marmaggi; 31 августа 1876, Рим, королевство Италия — 3 ноября 1949, там же) — итальянский куриальный кардинал и ватиканский дипломат. Заместитель секретаря Священной Конгрегации чрезвычайных церковных дел с 27 января 1917 по 1 сентября 1920. Титулярный архиепископ Адрианополя Гемимонтского с 1 сентября 1920 по 16 декабря 1935. Апостольский нунций в Румынии с 1 сентября 1920 по 30 мая 1923. Апостольский нунций в Чехословакии с 30 мая 1923 по 13 февраля 1928. Апостольский нунций в Польше с 13 февраля 1928 по 16 декабря 1935. Префект Священной Конгрегации Собора с 14 марта 1939 по 3 ноября 1949. Камерленго Священной Коллегии Кардиналов с 10 мая 1947 по 21 июня 1948. Кардинал-священник с 16 декабря 1935, с титулом церкви Санта-Чечилия с 18 июня 1936.

## Источник
- Информация  (англ.)